# Pinnixa transversalis
Pinnixa transversalis is een krabbensoort uit de familie van de Pinnotheridae. De wetenschappelijke naam van de soort werd in 1842 voor het eerst geldig gepubliceerd door Henri Milne-Edwards en H. Lucas.